# Timothy Byron Rider
Pour l’article homonyme, voir Rider.
Timothy Byron Rider (8 janvier 1848-2 décembre 1917) est un industriel, marchand et homme politique fédéral et municipal du Québec.

## Biographie
Né à Fitch Bay dans le Canada-Est, il opère une minoterie et une scierie. Il entame ses premiers pas en politique en devenant conseiller municipal de Stanstead en plus d'y servir comme maire pendant huit ans. Il est ensuite maître des postes de Fitch Bay. Parvenant à déloger le libéral-conservateur Charles Carroll Colby après son mandat de 24 ans, il devient député du Parti libéral du Canada dans la circonscription fédérale de Stanstead en 1891. Il est défait en 1896.